# Aillianville
Aillianville ist eine französische Gemeinde im Département Haute-Marne in der Region Grand Est. Sie gehört zum Arrondissement Chaumont und zum Kanton Poissons.

## Geografie
Die Gemeinde Aillianville liegt an der Grenze zum Département Vosges, etwa 13 Kilometer westlich von Neufchâteau. Die Nachbargemeinden sind Brechainville, Trampot, Chambroncourt, Liffol-le-Grand, Liffol-le-Petit, Lafauche, Leurville und Orquevaux. Durch Aillianville führt die ehemalige Route nationale 427.

## Bevölkerungsentwicklung
| Jahr                       | 1962 | 1968 | 1975 | 1982 | 1990 | 1999 | 2009 | 2020 |
| -------------------------- | ---- | ---- | ---- | ---- | ---- | ---- | ---- | ---- |
| Einwohner                  | 341  | 327  | 298  | 244  | 221  | 199  | 162  | 148  |
| Quellen: Cassini und INSEE |      |      |      |      |      |      |      |      |

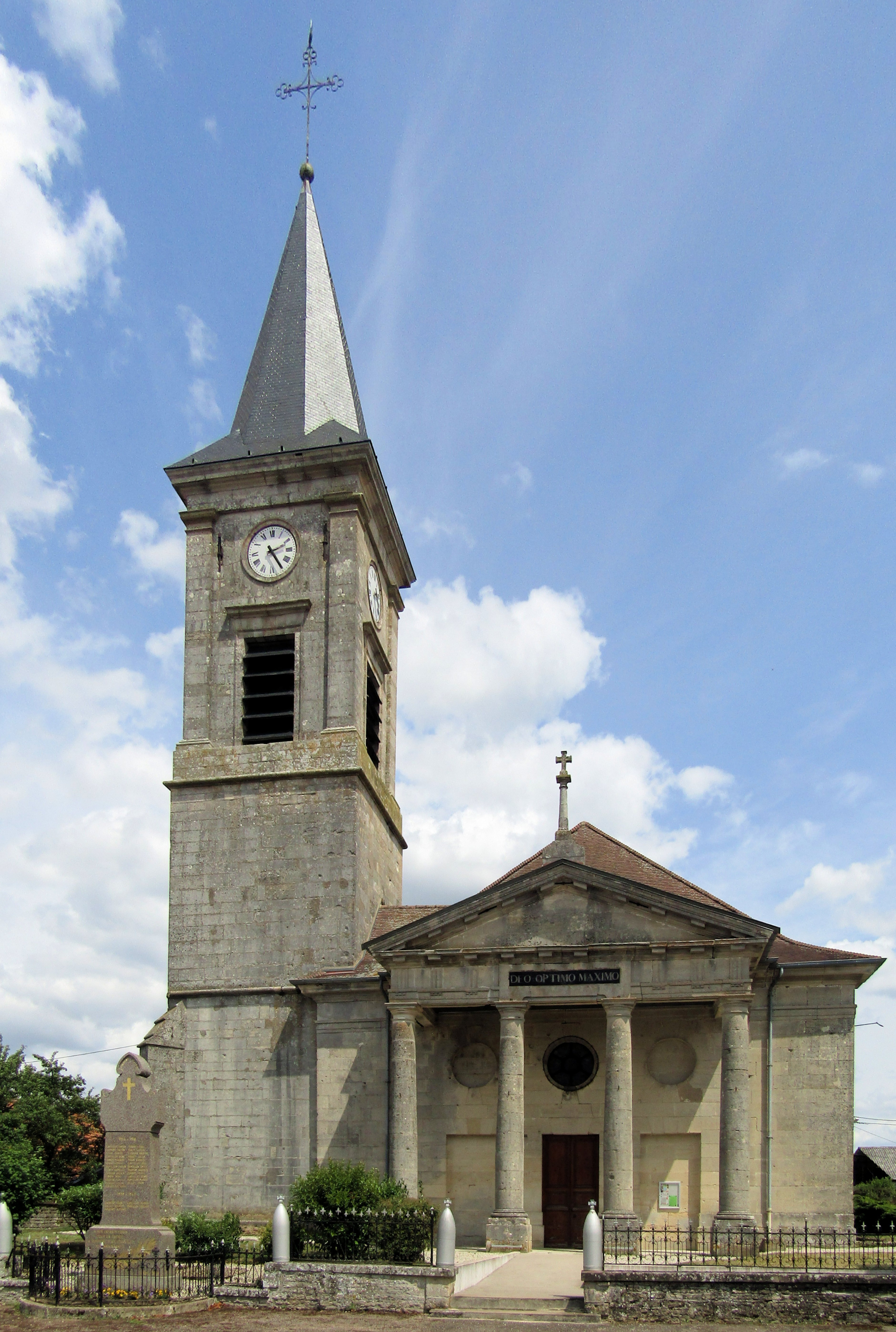
Kirche Saint-Martin
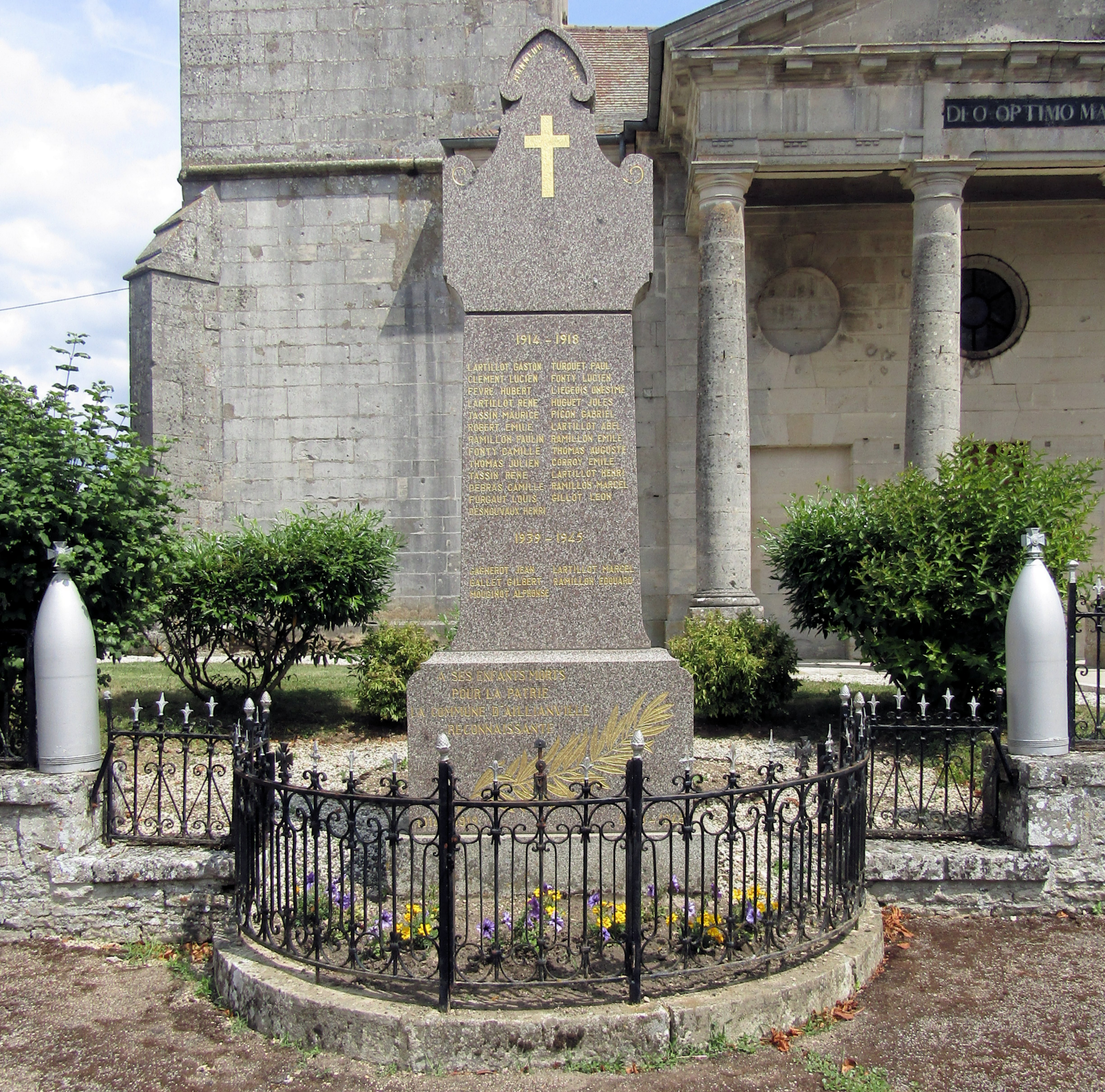
Gefallenendenkmal

## Persönlichkeiten
- Jean-Baptiste Salme (1766–1811), französischer Général de division der Revolutionszeit und der Kaiserzeit, geboren in Aillianville